# غومازي فقير
غومازي فقير (بالفارسية: گومازی فقیر) هي قرية تقع في البلدة المركزية في إيران. يقدر عدد سكانها بـ 46 نسمة بحسب إحصاء 2016.